# برايان جونسون (لاعب كرة قدم)
برايان جونسون (بالإنجليزية: Brian Johnson)‏ (1 يناير 1948 في المملكة المتحدة - ) هو لاعب كرة قدم بريطاني في مركز الوسط. لعب مع نادي ترانمير روفرز لكرة القدم.